# Carl Brisson
Carl Brisson, ursprungligen Pedersen, född 24 december 1893 i Köpenhamn, död 26 september 1958 i Köpenhamn, var en dansk-amerikansk skådespelare, kabaréartist, operettcharmör och boxare. Han var far till producenten Frederick Brisson och svärfar till skådespelaren Rosalind Russell. 

## Biografi
Brisson var först boxare, men övergick 1915 till att verka som kabaretsångare och dansör. Han slog igenom på Sommerlyst i Köpenhamn 1916 och fick ett engagemang i Stockholm 1917, för att 1919 bli engagerad vid Dalys Theatre i London. Han turnerade i Sydafrika 1920–1921. 
1923 övergav Brisson kabarén och övergick i stället till att bli operettsångare. Han medverkade i sin första engelska film 1925. Han blev mycket populär under 1920–1930-talet och hörde till de högst betalda stjärnorna i Europa. 
Brisson startade en egen teater i London 1926 som han drev till 1933, då Paramount i Hollywood erbjöd honom ett skådespelarkontrakt. 1940 grundade han filmbolaget Carl Brisson Production i London. 

## Filmografi
- 1918 – Carl Brisson debuterar
- 1918 – De mystiske fodspor
- 1927 – Cirkusboxaren
- 1929 – Manxmannen
- 1929 – Chelsea Nights
- 1929 – Hjärtats triumf
- 1929 – The American Prisoner
- 1930 – Knowing Men
- 1930 – Song of Soho
- 1933 – Prinsen från Arkadien
- 1934 – Två hjärtan - En vals
- 1934 – Sensationernas revy
- 1935 – Hjärter kung
- 1935 – Styrman Andersson går i land
- 1962 – Fåfängans marknad